# Loxocephala
Loxocephala är ett släkte av insekter. Loxocephala ingår i familjen Eurybrachidae.
Kladogram enligt Catalogue of Life:
| Loxocephala | \| \| Loxocephala aeruginosa \| \| \| \| \| \| Loxocephala castanea \| \| \| \| \| \| Loxocephala decora \| \| \| \| \| \| Loxocephala maculata \| \| \| \| \| \| Loxocephala perpunctata \| \| \| \| |
|             | \| \| Loxocephala aeruginosa \| \| \| \| \| \| Loxocephala castanea \| \| \| \| \| \| Loxocephala decora \| \| \| \| \| \| Loxocephala maculata \| \| \| \| \| \| Loxocephala perpunctata \| \| \| \| |
|             | Loxocephala aeruginosa |
|             | |
|             | Loxocephala castanea |
|             | |
|             | Loxocephala decora |
|             | |
|             | Loxocephala maculata |
|             | |
|             | Loxocephala perpunctata |
|             | |